# New Haven (Michigan)
New Haven is een plaats (village) in de Amerikaanse staat Michigan, en valt bestuurlijk gezien onder Macomb County.

## Demografie
Bij de volkstelling in 2000 werd het aantal inwoners vastgesteld op 3071.
In 2006 is het aantal inwoners door het United States Census Bureau geschat op 4843, een stijging van 1772 (57,7%).

## Geografie
Volgens het United States Census Bureau beslaat de plaats een oppervlakte van
6,3 km², geheel bestaande uit land. New Haven ligt op ongeveer 185 m boven zeeniveau.

## Plaatsen in de nabije omgeving
De onderstaande figuur toont nabijgelegen plaatsen in een straal van 20 km rond New Haven.